# Satoru Asari
Satoru Asari (jap. 浅利 悟 Asari Satoru; ur. 10 czerwca 1974) – japoński piłkarz występujący na pozycji pomocnika.

## Kariera klubowa
Od 1997 do 2009 roku występował w klubie FC Tokyo.